# 大伯特利之役

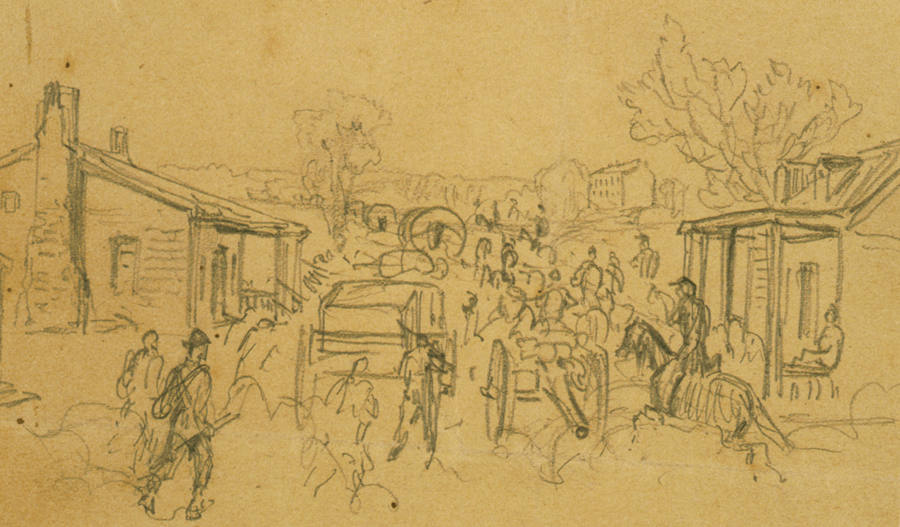
大伯特利之战

大伯特利之役（英語：Battle of Big Bethel）於1861年6月10日發生在維吉尼亞州的漢普頓和塔博，是北軍開始封鎖南方海岸的第三場小戰役，亦是在南北戰爭中的東部戰事的第一場陸戰，但其重要性不高。北軍軍官為巴特勒，南軍則有丹尼爾·希爾。

## 戰事
南軍的門羅堡對北軍來說是一個煩惱的問題，於是巴特勒率3,500軍向1,200名南軍作正面進攻，但沒有好好組織的北軍傷亡79人，只殺了南軍1名，只好撤退，南軍得勝。

## 戰事結束
北軍傷亡79人，南軍1人死亡，7人受傷。